# 札幌とうきゅうオープンゴルフトーナメント
札幌とうきゅうオープンゴルフトーナメントは、1973年から1998年まで行われたゴルフトーナメントの一つである。

## 概要
北海道放送（HBC）主催。
東急がグループ全体での北海道の市場開拓と軌を一にするように1973年から冠スポンサーとなり、1998年まで毎年恒例の大会となった。
1973年は千歳空港カントリークラブ、1974年には真駒内カントリークラブで開催された。
1975年からは札幌国際カントリークラブ島松コースで開催され、最終の第26回大会まで連続して会場となった。
東急グループがスポンサーから撤退した後は「引き続きゴルフトーナメントを開催したい」と主催者側の北海道放送が新たなスポンサーを探していたところ、サン・クロレラが名乗りを挙げたため大会の開催に漕ぎ着けた。
後身大会「サン・クロレラクラシック」もサン・クロレラが2012年大会をもって特別協賛から撤退し、新たなスポンサーを探していたが難航。結局大会に幕を下ろすことになった。

## 主な優勝者
- 1973年 - 青木功
- 1974年 - 中村通
- 1975年 - グラハム・マーシュ（オーストラリア）
- 1976年 - ビル・ダンク（オーストラリア）
- 1977年 - 宮本康弘
- 1978年 - 青木功
- 1979年 - 宮本康弘
- 1980年 - 謝敏男（中華民国）
- 1981年 - 陳志忠（中華民国）
- 1982年 - 船渡川育宏
- 1983年 - 青木功
- 1984年 - 尾崎直道
- 1985年 - 杉原輝雄
- 1986年 - 青木功
- 1987年 - デビッド・イシイ（アメリカ）
- 1988年 - 尾崎直道
- 1989年 - グラハム・マーシュ（オーストラリア）
- 1990年 - 中村忠夫
- 1991年 - リック・ギブソン（カナダ）
- 1992年 - 湯原信光
- 1993年 - ブライアン・ジョーンズ（オーストラリア）
- 1994年 - 水巻善典
- 1995年 - カルロス・フランコ（パラグアイ）
- 1996年 - 飯合肇
- 1997年 - 宮瀬博文
- 1998年 - 鈴木亨

## テレビ放送
- テレビ中継は北海道放送を制作局として、TBS系列で放送されるが、例年全国ネットの中継はTBSのアナウンサーが実況を務めていた。これは一部の年度を除き、後身の「サン・クロレラクラシック」でも同様であった。